# Сніжана Савич
Сніжана Савич (серб. Снежана Савић; нар. 6 березня 1953 року, Велика Плана, СФРЮ) — сербська акторка.

## Життєпис
Народилася 6 березня 1953 року у Великій Плані. Закінчила Факультет драматичного мистецтва (Белград). Після закінчення навчання Савич почала працювати у театрі. Також працює на телебаченні та бере участь у кінематографічних проєктах.

## Вибіркова фільмографія
- Життя прекрасне (1985)
- Жикіне весілля (1992)